# Janko Drašković
Janko Drašković (ur. w 1770 r. w Zagrzebiu, zm. w 1856 r. w Radgonie) – hrabia, chorwacki polityk i pisarz, działacz ruchu iliryjskiego.

## Życiorys
Pochodził z arystokratycznej rodziny hrabiowskiej. Otrzymał wykształcenie w domu w Wiedniu, a następnie służył w armii austriackiej (brał m.in. udział w wojnie austriacko-tureckiej 1788-1791). Po zakończeniu służby został członkiem chorwackiego saboru, przebywał też we Francji. W latach 30. XIX w. aktywnie zaangażował się w działalność ruchu iliryjskiego, którego stał się jedną z wyróżniających postaci.
W 1832 r. Drašković wydał broszurę pod tytułem „Disertacija iliti razgovor darovan gospodi poklisarom...”, która była pierwszym manifestem politycznym ilirystów. Głównym jego przesłaniem było zjednoczenie wszystkich Słowian południowych, choć autor nie pragnął niepodległości „Wielkiej Ilirii”, lecz jedynie swobodnego związku z Węgrami na zasadzie równości, przede wszystkim wyrażanej przez decydowanie o prawach przez sabor. Pierwszym etapem zjednoczenia miało być zespolenie ziem słowiańskich pozostających pod panowaniem Habsburgów, następnie przyłączenie Bośni, a w dalszej perspektywie Serbii, Bułgarii i Albanii. Najważniejsze było zlikwidowanie różnic regionalnych – przede wszystkim przez rozpowszechnienie dialektu sztokawskiego przez sieć szkół. Właśnie oświatę postrzegał Drašković jako główny środek odrodzenia politycznego i narodowego. Sama „Disertacija...” była napisana w dialekcie sztokawskim, co stanowiło także wyraz idei iliryjskiej (na bazie tego dialektu miał powstać język iliryjski).
Od 1832 Drašković był także posłem na sejm w Preszburgu, gdzie współdziałał z wieloma młodymi ilirystami – swoją arystokratyczną pozycję wykorzystywał w celu popularyzacji ruchu. W 1834 r. Drašković dzięki swoim kontaktom w Wiedniu zdołał uzyskać zezwolenie władz na wydawanie pisma iliryjskiego. Pierwszy numer czasopisma o tytule „Novine Hrvatske” ukazał się w styczniu 1835 r., a jego dodatkiem literackim była „Danica Hrvatska, Slavonska i Dalmatinska”. Drašković działał również w celu uruchomienia innych ośrodków kulturalnych, m.in. drukarni (1837) i czytelni (1838), teatru (1840), a wreszcie w 1842 r. „Maticy ilirskiej”. Był autorem licznych prac iliryjskich. W 1841 r. zaangażował się też w prace utworzonej wówczas Partii Iliryjskiej (od 1843 r. wskutek zakazu używania słowa „iliryjski” – Partii Narodowej).
Podczas Wiosny Ludów brał udział w pracach chorwackiego saboru, opowiadając się za samodzielnością Chorwacji, jednak w związku z Węgrami. W 1849 r. rozczarowany sukcesami reakcji wycofał się z życia politycznego. Dzięki swej działalności do dziś jest uznawany za jednego z ojców chorwackiego ruchu narodowego.